# Desmosoma puritanum
Desmosoma puritanum là một loài chân đều trong họ Desmosomatidae. Loài này được Fresi & Schiecke miêu tả khoa học năm 1969.